# Iset (filla de Ramsès VI)
Iset (també Aset, Isis) va ser una princesa egípcia de la XX Dinastia. Va ostentar el càrrec d'Esposa del Déu Amón, sacerdotessa de més rang en el culte d'aquest déu.

## Vida
Iset era filla del faraó Ramsès VI i de la seva Gran esposa reial Nubkhesbed; era, per tant, germana del faraó Ramsès VII.
| N14 · t | R8 | st | t · H8 | B1 | M2 |

| N14 · t | R8 | st | t · H8 | B1 | M2 |

Ramsès la va nomenar Divina adoratriu d’Amon en presència de la seva àvia Isis, que en aquell moment devia tenir una edat bastant avançada. Aquesta entronització la testifica una inscripció trobada per Karl Richard Lepsius a la segona meitat del segle xix en dos blocs reutilitzats en la construcció d’un monestir copte a Deir el-Bachit, damunt de Dra Abou el-Naga, a la necròpolis tebana. Aquests dos blocs conserven parcialment l'escena d’aquest esdeveniment que degué tenir lloc en presència de la barca sagrada del déu Amon representada en relleu amb més de tres línies de text que donen els noms dels personatges principals, inclosos els del rei, la reina mare, que probablement va renunciar al seu títol i funció en aquesta ocasió, i al nom de la pròpia princesa.
Va ser la primera a ostentar els títols "revifats" d'Esposa del Déu Amón i de Divina Adoratriu d'Amon; aquests càrrecs havien tingut una gran importància als inicis de la Dinastia XVIII, però havien perdut molt de pes amb el pas del temps. A partir d'ella, la posició d'Esposa del Déu Amon va anar adquirint una gran influència, fins a arribar a aconseguint el cim del seu poder durant el Tercer Període Intermedi. Iset va ser probablement la primera Esposa del Déu Amon que va viure en celibat (les anteriors titulars havien estat reines, generalment Grans esposes reials).
Iset apareix representada en una estela a Coptos (avui al Museu de Manchester, núm. d'inv. 1781). El seu càrrec d'Esposa de Déu es mostra en un bloc de pedra de la necròpolis de Dra 'Abu el-Naga'. El seu nom està escrit en un cartutx juntament amb el títol de Divina Adoratriu.
La seva tomba encara no ha estat localitzada.